# Joseph Taylor (cantante)

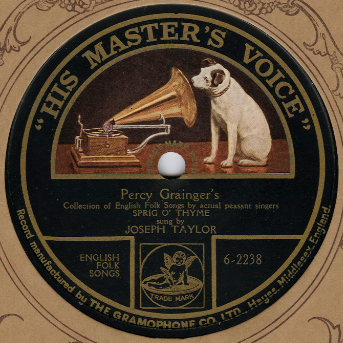
Etichetta di uno dei dischi grammofonici della HMV

Joseph Taylor (North Lincolnshire (Saxby All Saints), 10 dicembre 1833 – Lincolnshire (Saxby All Saints), 7 maggio 1910) è stato un cantante inglese di musica folk che divenne noto per merito del pianista, compositore e musicologo Percy Grainger.

## Biografia
Taylor lavorava come fattore e cantava per divertimento ed anche nel suo coro della chiesa locale e nei concorsi di canto.
Qualche volta tra il 1906 e il 1908 Grainger visitò il Norfolk ed incise la voce di Taylor, che aveva già 70 anni passati, e di altri cantanti di canzoni tradizionali, su cilindri fonografici, usando un fonografo della Edison Bell.
Nel 1908 Grainger fu decisivo nella Gramophone Company invitando Taylor a Londra, dove furono registrate una dozzina di sue canzoni, nove delle quali furono successivamente pubblicate su una serie di sette dischi di grammofono, sull'etichetta His Master's Voice, come parte di una serie programmata con il titolo Collezione di canzoni folk inglesi di Percy Grainger cantata da artisti autentici contadini. Nel libretto di accompagnamento, Grainger scrisse:
La British Library Sound Archive descrive queste pubblicazioni come:
Le registrazioni e le trascrizioni di Grainger del canto di Taylors furono portate all'attenzione del compositore Frederick Delius, che richiese ed ottenne il permesso di utilizzare le armonie di Grainger nel proprio arrangiamento di una delle canzoni di Taylor, Brigg Fair. Taylor fu ospite alla prima esibizione, alla Queen's Hall di Londra e si dice che abbia cantato insieme. Lincolnshire Posy (1940) ispirato al folk di Grainger fu dedicato dal compositore, "ai cantanti che mi hanno cantato così dolcemente".

## Pubblicazioni e archivi successivi
Dieci delle registrazioni della Gramophone Company di Taylor furono pubblicate, col titolo: Brigg Fair: Joseph Taylor and Other Traditional Lincolnshire Singers (Leader LEA4050) dalla Leader Records nel 1972, insieme alle registrazioni di Taylor e altri, furono trasferite dai cilindri di cera di Grainger.
I cilindri di cera di Grainger furono copiati su dischi di acetato dalla Biblioteca del Congresso intorno al 1940. La British Library ha digitalizzato il loro set di questi dischi nel 2018 e li ha resi disponibili online.

## Vita privata
Taylor ebbe un figlio, John, e una figlia, Mary. Mary fu intervistata sul canto di suo padre da Peter Kennedy nel 1953. La registrazione è conservata dalla British Library ed è disponibile online.

## Canzoni
Le canzoni eseguite da Taylor e registrate da Grainger includevano:
- Barbara Ellen
- Bold Nevison
- Bold William Taylor
- Brigg Fair
- Creeping Jane
- Died For Love
- Geordie
- Green Bushes
- Landlord And Tenant
- Lord Bateman
- Murder Maria Martin
- Once I Courted A Damsel
- Rufford Park Poachers
- The Bachelor Bright And Brave
- The Gipsy's Wedding Day
- The Gown Of Green
- The Ship's Carpenter
- The Spotted Cow
- The Sprig Of Thyme
- The White Hare
- The Yarborough Hunt
- Three Times Round Went Our Gallant Ship
- When I Was Young In My Youthful Ways
- Where Are You Goin' To My Pretty Maid
- Worcester City
- Young William The Ploughboy

## Eredità
Alcune delle canzoni eseguite da Taylor e registrate da Grainger entrarono a far parte del canone del revival del folk britannico. Martin Carthy ne ha registrati diversi.

### Trasmissioni
- Between the Ears: Return to Brigg Fair, BBC Radio 3, 30 gennaio 2016. URL consultato il 22 febbraio 2018.